# Kolonnenspringen
Als Kolonnenspringen wird in Deutschland das Phänomen bezeichnet, wenn Autofahrer im Verkehrsstau oder stockendem Verkehr in der Hoffnung, schneller voranzukommen, die Fahrspur wechseln. Dabei wird stets die Fahrspur mit dem zeitweise schnellsten Verkehrsfluss gewählt.

## Wirkungen auf die Staubildung

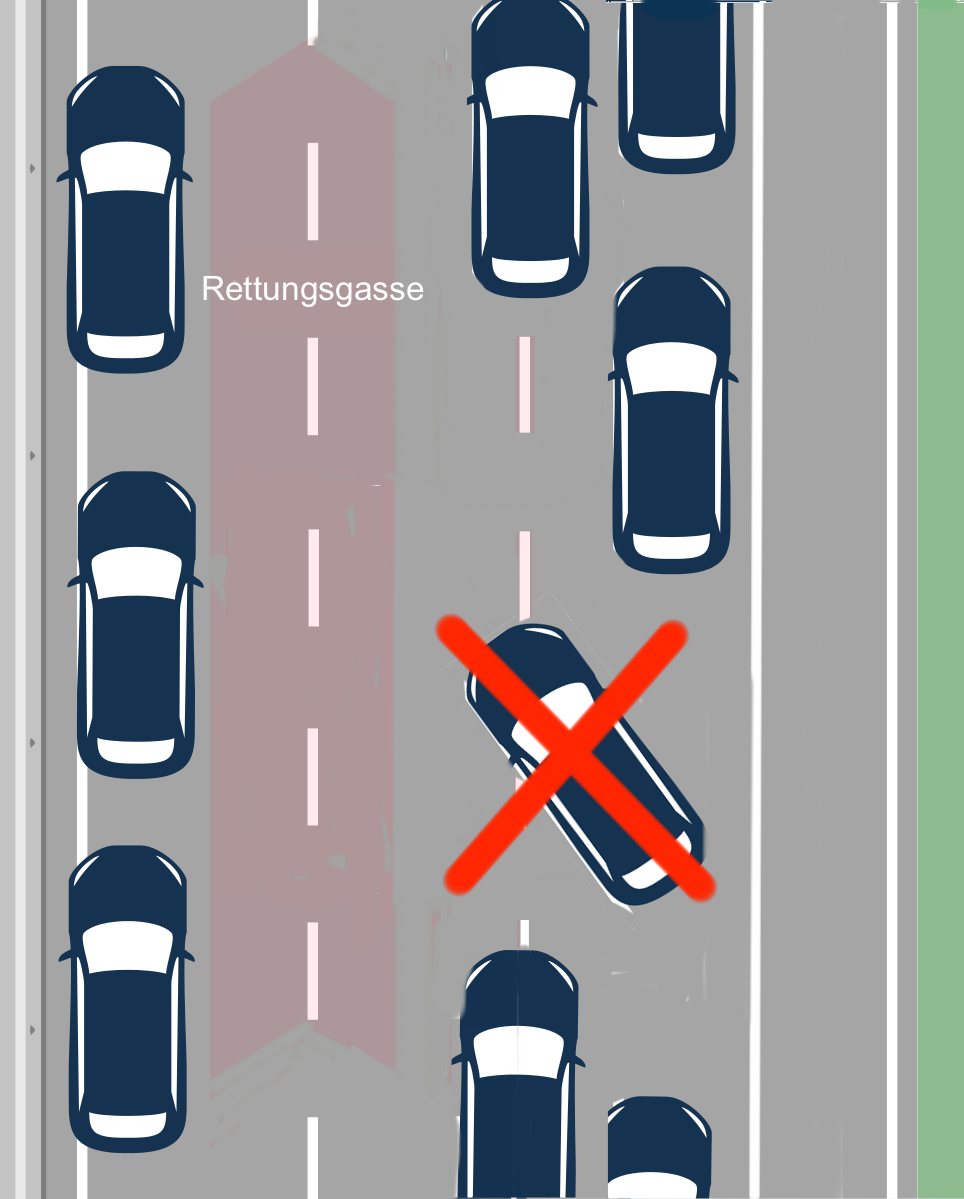
Spurwechsler im Stau mit Rettungsgasse

Kolonnenspringen ist nach den Erkenntnissen der Verkehrsphysik geeignet, die Bildung von Staus aus dem Nichts zu fördern und die Auflösung dieser Staus zu behindern. Wie im Nagel-Schreckenberg-Modell beschrieben, sind Hauptgründe für diese Staus das Nichteinhalten des Sicherheitsabstandes und die Überreaktion des Fahrers auf das Bremsen des voranfahrenden Fahrzeugs. Da ein Spurwechsel immer zu einer Verringerung des Fahrzeugabstands führt, wird dieser Spurwechsel zu Bremsmanövern führen. Wenn beim Einscheren nach dem Überholen kein ausreichender Sicherheitsabstand zum überholten Fahrzeug eingehalten wird, ist dies ein Verstoß gegen § 5 Abs. 4 der Straßenverkehrs-Ordnung („Wer überholt, darf dabei denjenigen, der überholt wird, nicht behindern.“).

## Rechtliches
Rechtlich bewegt er sich in einer Grauzone, da auf Autobahnen dann rechts schneller als links gefahren werden kann, wenn eine Störung im Sinne von stockendem Verkehr vorliegt.
In der Kritik ist das Kolonnenspringen deshalb, weil dieser Verkehrsteilnehmer ständig einen gefährlichen Ziehharmonika-Effekt verursacht, in dem Auffahrunfälle drohen, da er die Sicherheitsabstände der einzelnen Verkehrsteilnehmer untergräbt.
Nach dem Bußgeldkatalog wird Rechtsüberholen mit 100 € und einem Punkt bestraft (allerdings ist Rechtsüberholen bei zähflüssigem Verkehr, also unter 60 km/h, erlaubt), in bestimmten Fällen kann es sich auch um eine Straftat im Sinne einer Gefährdung des Straßenverkehrs handeln.